# Vincent Tan
Vincent Tan Chee Yioun (Batu Pahat, februari 1952) is een Maleisische ondernemer en voetbalbestuurder. Hij is eigenaar van het Welshe Cardiff City, het Bosnische FK Sarajevo (30%) en het Belgische KV Kortrijk.

## Biografie

### Ondernemer
Vincent Tan werd in 1952 geboren in het Maleisische district Batu Pahat. Hij begon zijn professionele loopbaan als verzekeringsmakelaar. In december 1980 nam hij de Maleisische afdeling van fastfoodketen McDonald's over. Vijf jaar later kocht hij het gokbedrijf Sports Toto, dat door de overheid geprivatiseerd werd. Een jaar eerder, in 1984, had Tan ook de Berjaya Group opgericht. Die onderneming bezit in Zuidoost-Azië verschillende golfterreinen, vakantieoorden, casino's en scholen. Tan heeft zijn succes als ondernemer onder meer te danken aan zijn goede relaties met belangrijke Maleisische politici.
In 2010 werd Tan door Forbes opgenomen in de lijst met miljardairs. Het Amerikaans tijdschrift schat zijn vermogen op 1,2 miljard dollar.

### Voetbalbestuurder

#### Cardiff City
In mei 2010 werd Tan eigenaar van de Welshe voetbalclub Cardiff City nadat een consortium van Maleisische investeerders onder leiding van Dato Chan Tien Ghee 30% van de clubaandelen had opgekocht.
De overname zorgde vrijwel meteen voor controverse. Zo werden de blauwe clubkleuren veranderd in rood en werd een rode draak het nieuwe clublogo, tot grote ergernis van de supporters. Tan bleef ook aandelen opkopen. In april 2014 verkreeg hij een aandeel 90% in de club. In het seizoen 2013/14 kwam het tot een conflict met de Schotse coach Malky Mackay. Tan vond dat Mackay tijdens de zomer van 2013 te veel geld had uitgeven aan transfers. Toen Mackay vervolgens aankondigde dat hij ook tijdens de winterstop enkele spelers zou halen, besloot Tan geen budget meer vrij te maken voor transfers. Hoewel de supporters Mackay steunden, werd hij in december 2013 ontslagen. In januari 2015 werd de clubkleur opnieuw blauw.

#### FK Sarajevo
Drie jaar na de overname van Cardiff kocht Tan ook de Bosnische voetbalclub FK Sarajevo op.. In 2019 verkoopt hij een deel van de aandelen, waardoor hij nog maar voor 30% eigenaar is.  

#### KV Kortrijk
In mei 2015 werd Tan eigenaar van het Belgische KV Kortrijk. Voor een bedrag van 5 miljoen euro nam hij de West-Vlaamse club over.